# Castell de Villemorant
El castell de Villemorant és un castell situat a Neung-sur-Beuvron al departament francès de Loir-et-Cher.
El castell fou construït als segles XIX-XIX per un ric terratinent.

## Propietaris
L'aleshores president de la República Centreafricana, Jean-Bedel Bokassa, va comprar el castell l'any 1972.
L'any 1993, el castell i el seu parc de 23 hectàrees foren comprats pels municipis de Neung-sur-Beuvron, Millançay, Montrieux-en-Sologne i Vernou-en-Sologne amb l'objectiu de promoure el desenvolupament econòmic local. Des d'aleshores és la seu de la comunitat de comuns.